# القصابية (إدلب)
القصابية قرية سورية تتبع ناحية خان شيخون في منطقة معرة النعمان في محافظة إدلب. بلغ عدد سكانها 650 نسمة في عام 2004 حسب إحصاء المكتب المركزي للإحصاء.